# Loot (série télévisée)
Pour les articles homonymes, voir Loot (homonymie).
Loot (ou Le Gros Lot au Québec) est une série télévisée américaine comique créée par Matt Hubbard et Alan Yang, diffusée depuis le 24 juin 2022 sur Apple TV+.
La série suit une milliardaire qui a décidé d'investir dans sa fondation caritative pour relier avec la vraie vie et se retrouver elle-même.
La saison 2 devrait être diffusée le 3 avril 2024.

## Synopsis
Molly Novak (Maya Rudolph), milliardaire récemment divorcée de son mari après 20 ans de mariage, s'enfonce dans une spirale autodestructrice qui alimente les tabloïds, jusqu'à ce qu'elle découvre qu'elle possède une fondation de bienfaisance dirigée par Sofia Salinas, qui va l'aider à remonter la pente. Elle va alors décider de s'investir personnellement dans cette fondation et d'y investir une partie des 87 milliards de dollars de sa fortune, pour se reconnecter à la vraie vie et se redécouvrir.

## Distribution

### Acteurs principaux
- Maya Rudolph (VF : Barbara Delsol) : Molly Novak
- Mj Rodriguez (VF : Corinne Wellong) : Sofia Salinas
- Joel Kim Booster (VF : Donald Reignoux) : Nicholas
- Nat Faxon (VF : Lionel Tua) : Arthur
- Ron Funches (VF : Mike Fédée) : Howard
- Meagen Fay (VF : Élisabeth Fargeot) : Rhonda (récurrente saison 1)
- Stephanie Styles (VF : Marie Nonnenmacher) : Ainsley (récurrente saison 1)

### Acteurs secondaires
- Adam Scott (VF : Damien Ferrette) : John Novak
- David Chang : lui-même
- Olivier Martinez (VF : lui-même) : Jean-Pierre (saison 1)
- Amber Chardae Robinson : Tanya (saison 1)
- O. T. Fagbenle : Isaac (saison 2)
- Hayley Magnus : Willa (saison 2)

### Acteurs invités
- Seal : lui-même (saison 1)
- Dylan Gelula (VF : Laëtitia Coryn) : Hailey (saison 1)
- Caitlin Reilly : Jacinda, "l'amie" de Molly (saison 1)
- Kym Whitley : Renee (saison 1)
- Sean Evans : lui-même (saison 1)
- Brendan Scannell (VF : Frédéric Philippe) : Paul (saison 1)
- George Wyner (VF : Frédéric Philippe) : Martin Streibler (saison 1)
- GaTa (VF : Grégory Lerigab) : lui-même
- John Lutz (VF : Jerome Wiggins) : le père adoptif de Nicholas (saison 2)
- Pam Murphy : la mère adoptive de Nicholas (saison 2)
- Benjamin Bratt : lui-même (saison 2)
- Jim Rash : Emil (saison 2)
- Ana Gasteyer : Grace (saison 2)
- Allan Havey : Norman Lofton (saison 2)

 Source et légende : version française (VF) sur RS Doublage

## Production
Il a été annoncé en mars 2021 qu'Apple TV+ a commandé une comédie sans titre qui mettrait en vedette Maya Rudolph, et qui serait créée par Matt Hubbard et Alan Yang. En mai suivant, il est dévoilé que Michaela Jaé Rodriguez a été choisie pour jouer un des rôles principaux et en juillet suivant Joel Kim Booster se joint également à la distribution,.
Le tournage de la série a commencé le 6 septembre 2021, et en novembre Deadline annonce qu'Olivier Martinez joue un rôle récurrent dans la série.
À la mi-avril 2022, Apple TV+ dévoile officiellement le programme ajoutant alors à la distribution Nat Faxon et Ron Funches en tant que rôles principaux, il est aussi annoncé que la diffusion débutera le 24 juin suivant avec ses trois premiers épisodes,,.
Le 11 juillet 2022, Apple TV+ annonce renouveler le programme avant même la fin de la diffusion de la première saison,,.

## Épisodes

### Première saison (2022)
La première saison est composée de dix épisodes dont la diffusion a commencé le 24 juin 2022.
1. Pilote (Pilot)
2. Bienvenidos a Miami (Bienvenidos a Miami)
3. Sur la Sellette (Hot Seat)
4. Panique au parc (Excitement Park)
5. Halsa (Halsa)
6. Le Prix de la philanthropie (The Philanthropic Humanitarian Awards)
7. French Connection (French Connection)
8. Soirée jeux (Spades Night)
9. Le Lac Cahoga (Cahoga Lake)
10. Le Sommet de Silver Moon (The Silver Moon Summit)

### Deuxième saison (2024)
La deuxième saison est composée de dix épisodes dont la diffusion a commencé le 3 avril 2024.
1. Un espace pour chacun de vous (Space for Everyone)
2. Clueless (Clueless)
3. Vengeance Falls (Vengeance Falls)
4. Mister Détective (Mr. Congeniality)
5. Petites emplettes (Mally's)
6. Des femmes puissantes (Women Who Rule)
7. La colo Wells (Camp Wells)
8. Grace (Grace)
9. Mood Vibrations (Mood Vibrations)
10. On ne devrait pas exister (We Shouldn't Exist)